# Karl Sörensen

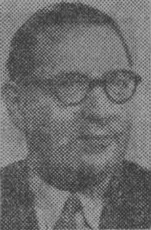
Karl Sörensen.

Karl Olof Hildebrand Sörensen, född 29 oktober 1900 i Jönköping, död 1 juni 1995 i Västerås, var en svensk arkitekt.
Sörensen, som var son till fältläkare Olof Peter Sörensen och Signe Lovisa Hildebrand samt dotterson till Hans Hildebrand, avlade studentexamen i Jönköping 1920 samt utexaminerades från Kungliga Tekniska högskolan 1925 och från Kungliga Konsthögskolan 1930. Han var anställd hos Erik Lallerstedt 1925, Lars Israel Wahlman 1925–1926 och Kooperativa förbundets arkitektkontor 1927–1931 samt hos Gunnar Wetterling. Han bedrev därefter egen arkitektverksamhet, tjänstgjorde utom stat vid Byggnadsstyrelsen 1934, var byggnadsinspektör för västra Enebyberg, del av Tyresö socken, del av Östra Ryds socken samt Bastuholmen inom Stockholms län samma år, biträdande arkitekt hos länsarkitekten i Stockholms län, stadsarkitekt i Umeå och länsarkitekt i Västerbottens län åren 1935–1950 och i Västmanlands län 1950–1965. Han var ordförande i Övre Norrlands arkitektförening 1938–1945. Sörensen är gravsatt i minneslunden på Wallinska kyrkogården i Västerås.